# Wyuchiva menglaensis
Wyuchiva menglaensis är en insektsart som beskrevs av Zhang, Wei och Webb 2006. Wyuchiva menglaensis ingår i släktet Wyuchiva och familjen dvärgstritar. Inga underarter finns listade i Catalogue of Life.